# Groupe Valmonde
Le groupe Valmonde est un groupe de presse français créé en 1966 autour du magazine d'opinion Valeurs actuelles. Le groupe est dirigé par Erik Monjalous depuis 2015.

## Histoire
En avril 2015, le groupe Valmonde est racheté au groupe Pierre Fabre par l'homme d'affaires franco-libanais Iskandar Safa. Le groupe édite alors l’hebdomadaire Valeurs actuelles. L'opération est effectuée conjointement avec Étienne Mougeotte et Charles Villeneuve via Privinvest Médias, filiale de Privinvest,,.
Le groupe Valmonde édite la revue Marine & Océans depuis 2016. 
En juin 2017, il acquiert le mensuel économique Mieux vivre votre argent à SFR Presse, et cède les titres Jours de Chasse et Jours de Cheval au groupe immobilier de luxe Barnes.
En janvier 2019, Privinvest Médias, actionnaire majoritaire du groupe Valmonde, s'oppose à Xavier Niel pour la reprise du quotidien régional Nice Matin, puis retire son offre devant l'opposition de la rédaction,. Lors de cette reprise, le député Éric Ciotti, réputé proche d'Iskandar Safa, soupçonne Christian Estrosi d'avoir soutenu Xavier Niel.
En juillet 2019, Privinvest Médias fait son entrée à hauteur de 39 % dans le capital d'Azur TV, une chaine de télévision locale basée à Nice.

## Participations et filiales
- Valeurs actuelles
- Mieux vivre votre argent (de 2017 à 2022)
- Le Spectacle du monde
- La lettre de la bourse

## Actionnaires
L'actionnaire principal du groupe Valmonde est :
- 1966 (fondation) - 1993 : Raymond Bourgine, puis ses héritiers après sa mort en 1990 ;
- 1993-1998 : Fimalac Communication, holding de Marc Ladreit de Lacharrière[13] ;
- 1998-2006 : Dassault Communication, holding de Serge Dassault[14] ;
- 2006-2015 : Sud Communication, holding de Pierre Fabre ;
- depuis 2015 : Pidevmedias France (Privinvest Médias jusqu’en juillet 2019[15]), holding de la famille Safa, associée à Étienne Mougeotte et Charles Villeneuve[16].